# بئارا (آمپانیهی)
بئارا (به لاتین: Beara) یک منطقهٔ مسکونی در ماداگاسکار است که در آتسیمو-آندرفانا واقع شده‌است. بئارا ۳٬۹۰۱ نفر جمعیت دارد و ۳۲۱ متر بالاتر از سطح دریا واقع شده‌است.